# Stemma di Copenaghen

Piccolo stemma di Copenaghen

Lo stemma di Copenaghen è stato adottato il 24 giugno 1661 dal re Federico III per commemorare gli sforzi dei cittadini nel respingere gli svedesi durante l'assedio del 1658.
Nello scudo sono ritratte tre torri che rappresentano il castello di Absalon. La torre centrale, inizialmente disegnata per rappresentare il campanile di una chiesa, venne modificata con l'inserimento di una saracinesca alzata, sopra la quale si può vedere il monogramma del re, e di un cavaliere dietro di essa.
Nel grande stemma lo scudo è retto da due leoni rampanti ed è sormontato da tre elmi e dieci stendardi reali danesi.